# Carlos Fuentes
Carlos Fuentes Macías (Panama, 11 novembre 1928 – Città del Messico, 15 maggio 2012) è stato uno scrittore, saggista, sceneggiatore, drammaturgo e diplomatico messicano.
Tra le sue opere di maggior spessore La morte di Artemio Cruz e Terra nostra.

## Biografia
Fuentes nacque a Panama, figlio di un funzionario del corpo diplomatico messicano. Durante l'infanzia seguì il padre nei numerosi spostamenti dovuti alla propria professione, vivendo in diverse capitali americane: Montevideo, Rio de Janeiro, Washington, Santiago del Cile, Quito e Buenos Aires. Durante questi anni continuò in estate a recarsi a Città del Messico, dove studiava, per non perdere le proprie radici messicane. Durante il proprio soggiorno a Santiago del Cile e a Buenos Aires ebbe la possibilità di conoscere alcuni esponenti di grande livello della cultura latinoamericana, tra i quali Pablo Neruda e David Alfaro Siqueiros.
All'età di 16 anni giunse in Messico e, dopo aver frequentato la scuola "preparatoria", iniziò a lavorare come giornalista, collaborando con la rivista Hoy e vincendo il primo premio del concorso letterario del Colegio Francés Morelos. In seguito si laureò in diritto presso l'UNAM. Nel 1950 viaggiò in Europa ed effettuò ricerche di diritto internazionale presso l'Università di Ginevra. Nel 1959 pubblicò i suoi primi racconti, nel volume intitolato Los días enmascarados (I giorni mascherati). A fianco di Emmanuel Carballo diresse la Revista mexicana de literatura e El espectador con Víctor Flores Olea ed Enrique González Pedrero.
Carlos Fuentes descrisse nel suo romanzo La región más transparente il Messico degli anni quaranta e cinquanta, un paese immaginario, una descrizione del paese sulla quale ritornerà negli anni ottanta e novanta con Cristóbal Nonato. Durante gli anni sessanta visse a Parigi, Venezia, Londra e Città del Messico. Nel 1962 scrisse il romanzo breve Aura. Negli anni settanta lavorò presso il Woodrow Wilson Institute di Washington. Nel 1984 ricevette il Premio Nazionale delle Scienze e nel 1987 il Premio Cervantes; nel 1999 il Senato messicano gli conferì la Medaglia d'Onore Belisario Domínguez, nel 2008 il Premio Internacional don Quijote de la Mancha e nel 2009 la Gran Cruz de la Orden de Isabel la Católica.

### Attività politica
Nel 1975 accettò l'incarico di ambasciatore del Messico in Francia, come omaggio alla memoria di suo padre. Durante questo periodo, aprì la porta dell'ambasciata ai rifugiati politici latinoamericani e ai rifugiati della resistenza spagnola. Nel 1977 rinunciò al suo incarico da ambasciatore per protesta contro la nomina dell'ex presidente Díaz Ordaz ad ambasciatore del Messico in Spagna, dopo la morte di Francisco Franco. In diverse occasioni ha espresso il suo favore verso Fidel Castro, anche se in altre occasioni mosse delle obiezioni nei suoi confronti. Fu amico personale di importanti personalità della politica mondiale, come Bill Clinton o Jacques Chirac, e dell'economia imprenditoriale. Nei confronti della politica messicana, durante le elezioni federali in Messico nel 2006, criticò duramente il candidato di sinistra Andrés Manuel López Obrador, ma dopo i sei anni di governo di Felipe Calderón, si dichiarò favorevole alla candidatura di López Obrador per le elezioni del 2012.

### Cinema

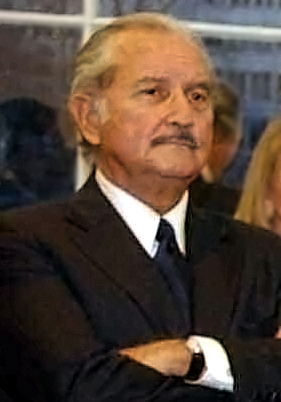
Fuentes nel 2002

Grande appassionato di cinema, ha scritto sceneggiature per numerosi film, come Las dos Elenas, cortometraggio basato su un suo racconto omonimo e diretto nel 1964 da José Luis Ibáñez (regista di un altro film, Las dos cautivas, anch'esso basato su una storia di Fuentes), El gallo de oro (1964, insieme a Gabriel García Márquez e con regista Roberto Galvadón), Un'alma pura (1965), Tiempo de morir (1966, insieme a Gabriel García Márquez), Pedro Páramo (1967, adattamento di un romanzo di Juan Rulfo, con Carlos Velo come regista), Ignacio (anche questo adattato da un racconto di Juan Rulfo, 1975). Il messicano Juan Ibáñez girò nel 1965 Un'alma pura, nel 1972 Sergio Olhovich girò Muñeca Reina e nel 1988 Orlando Merino realizzò il mediometraggio Vieja moralidad. Questi tre film si basano su racconti omonimi contenuti nel libro di racconti di Fuentes Cantar de ciegos.
Il suo romanzo La cabeza de la hindra venne portata sul grande schermo nel 1981 grazie al regista messicano Paul Leduc, con il titolo Complot Petroleo. Il professore Lanin A. Gyurko, dell'Università dell'Arizona, ha dimostrato nella sua pubblicazione The Shattered Screen. Myth and Demythification in the Art of Carlos Fuentes and Billy Wilder (New Orleans: University Press of the South, 2009) e Magic Lens. The Transformation of the Visual Arts in the Narrative World of Carlos Fuentes (New Orleans: University Press of the South, 2010) l'influenza di Carlos Fuentes sul cinema nordamericano e l'influenza del cinema sullo scrittore stesso.

### Posizioni politiche
Carlos Fuentes criticò duramente il candidato presidenziale Enrique Peña Nieto, dicendo Peña Nieto no puede ser presidente a partir de la ignorancia (trad. "Peña Nieto non può essere presidente per la sua ignoranza").

### Morte
Morì a Città del Messico, il 15 maggio del 2012, a 83 anni di età, a causa di una emorragia causata da un'ulcera gastrica. Il 16 maggio ai suoi resti venne reso pubblico omaggio nel Palacio de Bellas Artes; successivamente il corpo fu cremato e deposto al Cimitero di Montparnasse di Parigi, dove riposano i resti dei suoi figli Carlos e Natasha. Il Consiglio Nazionale per la Cultura e le Arti del Messico ha istituito, nel luglio del 2012, in suo onore, il Premio Internazionale Carlos Fuentes. L'onorificenza, che verrà assegnata annualmente l'11 novembre, giorno di nascita dello scrittore, assegnerà un premio di 250.000 dollari, diventando il secondo premio letterario più importante dell'Ispanoamerica, dopo il Planeta.
Fuentes riuscì a terminare il romanzo Federico en su balcón, il quale venne pubblicato dopo la sua morte.

## Matrimoni e discendenza
Nel 1959 Carlos Fuentes sposò l'attrice messicana Rita Macedo. Considerato "affascinante", Fuentes ebbe anche relazioni con le attrici Jeanne Moreau e Jean Seberg, che ispirò il suo romanzo Diana: The Goddess Who Hunts Alone (Diana: la dea che caccia da sola). Il suo secondo matrimonio con la giornalista Silvia Lemus, durò fino alla sua morte.
Dai due matrimoni Fuentes ebbe tre figli:
- Cecilia Fuentes, nata nel 1962[5] dal matrimonio con Rita Macedo; unica dei tre figli/e che sopravvisse al padre;
- Carlos Fuentes Lemus (1973–1999), scrittore, fotografo, pittore e regista, morì a seguito della sua emofilia;
- Natasha Fuentes Lemus (1974 – 2005) morì a Città del Messico apparentemente a causa di un'overdose di stupefacenti[6].

## Opere
- Los días enmascarados, 1954
- L'ombelico della luna (La región más transparente, 1958), trad. Germán Quintero e Luigi Dapelo, Milano, Il saggiatore, 2000; Net, 2006
- Las buenas conciencias, 1959
- Aura (Aura, 1962), trad. di Carmine Di Michele, Milano, Feltrinelli, 1964; Il saggiatore, 1997; Net, 2003
- La morte di Artemio Cruz (La muerte de Artemio Cruz, 1962), trad. Carmine Di Michele, Milano, Feltrinelli, 1966; Oscar Mondadori, 1978; Net, 2002
- Cantar de ciegos (raccolta di racconti), 1964
- Zona Sagrada, 1967
- Cambio di pelle (Cambio de piel, 1967), trad. Carmine Di Michele e Atalanta Calidon, Milano, Feltrinelli, 1967
- Cumpleaños, 1969
- La nueva novela hispanoamericana, 1969
- El mundo de José Luis Cuevas, 1969
- Todos los gatos son pardos, 1970
- El tuerto es rey, 1970
- Casa con dos puertas, saggio, 1970
- Tutti i soli del Messico (Tiempo mexicano, 1971), trad. Barbara Murgia, Milano, Il saggiatore, 1998
- Los reinos originarios: teatro hispano-mexicano, 1971
- Cuerpos y ofrendas, 1972
- Terra Nostra, 1975
- L'ingegnoso Don Chisciotte (Cervantes o la crítica de la lectura, 1976), trad. Ugo Castaldi e Domenico D'Amiano, edizione italiana a cura di Maria Rosaria Alfani, Roma: Donzelli, 2005
- La cabeza de la hidra, 1978
- Le relazioni lontane (Una familia lejana), 1980, trad. Francesco Ciancabilla, Milano, Il saggiatore, 2002; Net, 2007
- Agua quemada, 1981
- Orchidee al chiaro di luna (Orquídeas a la luz de la luna), 1982, trad. Enrico Groppali, Genova, Costa & Nolan, 1998
- Il gringo vecchio (Gringo Viejo, 1985), trad. Claudio M. Valentinetti, Milano, Mondadori, 1986
- Cristóbal Nonato, 1987.
- Constancia y otras novelas para vírgenes, 1990
- Valiente mundo nuevo, 1990
- La campaña, 1990
- Ceremonias del alba, 1990
- El espejo enterrado, 1992
- L'albero delle arance (El naranjo o los círculos del tiempo, 1993), trad. Eleonora Mogavero, Milano, Il saggiatore, 2003
- Geografia del romanzo (Geografia de la novela, 1993), trad. Luigi Dapelo, Parma: Pratiche, 1997; Net, 2006
- Storie per vergini (El mal del tiempo, 1994), trad. Michela Finassi Parolo, Milano, Il saggiatore, 2007
- La frontera de cristal, 1995
- Diana o la Cazadora Solitaria, 1996
- Gli anni con Laura Díaz (Los años con Laura Díaz, 1999), trad. Ilide Carmignani, Milano, Il saggiatore, 2001
- L'istinto di Inez (Instinto de Inez, 2001), trad. Ilide Carmignani, Milano, Tropea, 2004; Net, 2005
- In questo io credo (En esto creo, 2002), trad. Eleonora Mogavero, Milano, Il saggiatore, 2005
- Il trono dell'aquila (La silla del águila, 2003), trad. Giuliana Carraro e Eleonora Mogavero, Milano, Il saggiatore, 2008
- Contro Bush (Contra Bush, 2004), trad. Bruno Arpaia, Milano, Tropea, 2004
- Tutte le famiglie felici (Todas las familias felices, 2006), trad. Giuliana Carraro e Eleonora Mogavero, Milano, Il saggiatore, 2009
- Destino (La voluntad y la fortuna, 2008), Alfaguara, México, 2008, Milano, Il saggiatore, 2012
- Adán en Edén, 2009
- Vlad (Vlad, 2010), trad. Ximena Rodriguez Bradford, Roma, Gruppo Editoriale l'Espresso, 2011
- Federico en su balcón, 2012 (edizione postuma)
- Aquiles o El guerrillero y el asesino, 2016 (edizione postuma)

## Premi letterari

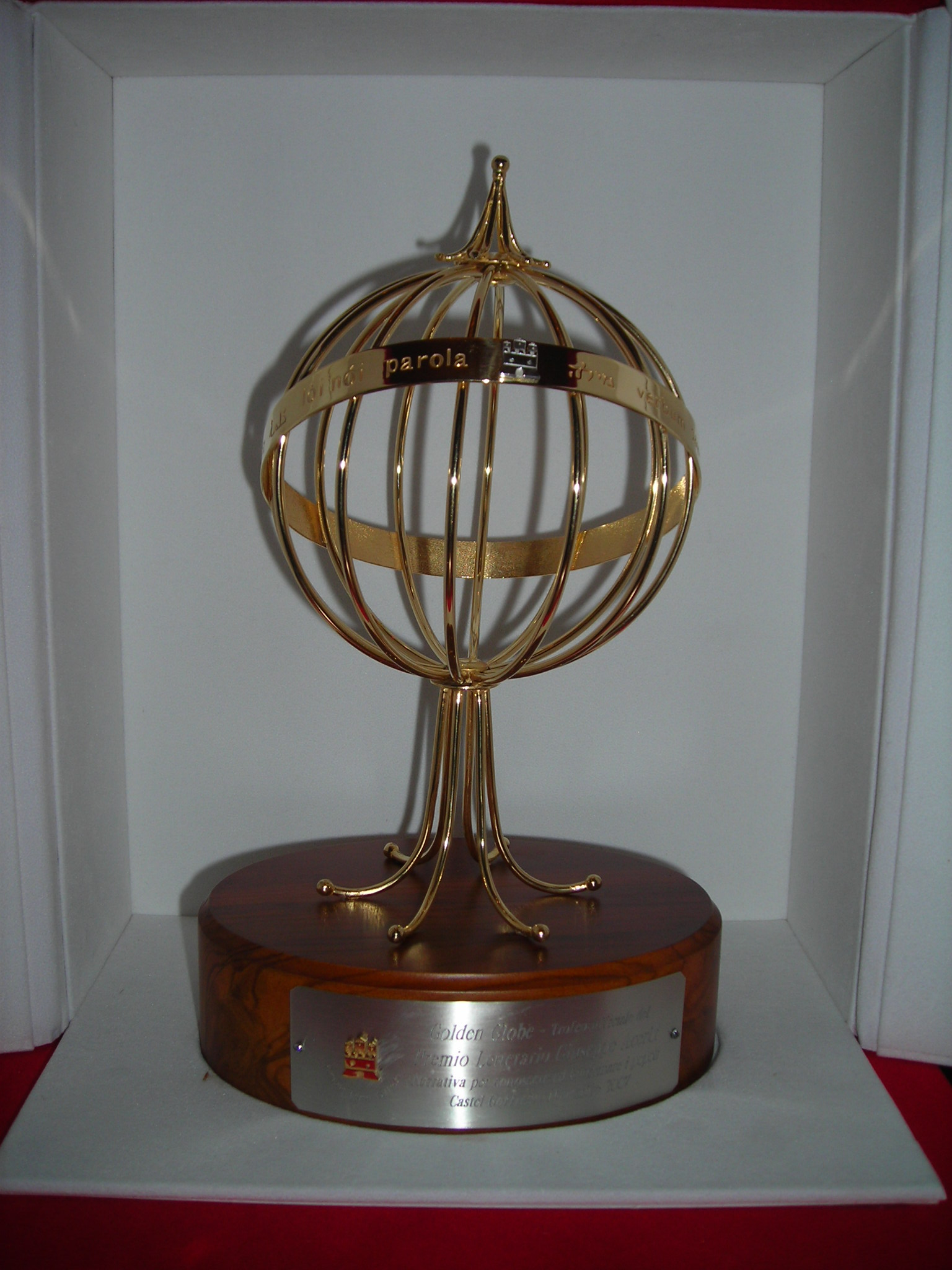
Premio letterario Giuseppe Acerbi.

- Nel 1987 ha ricevuto il Premio Cervantes
- Nel 1975 ha ricevuto il Premio Xavier Villaurrutia
- Nel 1994 ha ricevuto il Premio Grinzane Cavour
- Nel 2004 ha ricevuto il Premio letterario Giuseppe Acerbi con il romanzo Gli anni con Laura Diaz e nel 2009 la "Gran Cruz de Isabel la Católica".